# Artlenburger Deichverband
Der Artlenburger Deichverband ist ein 1862 gegründeter Deichverband mit Sitz in Hohnstorf. In seiner jetzigen Form besteht der Verband seit 1889 (Konstituierung am 8. November 1889).

## Verbandsgebiet
Der Deichverband ist für ein 31.261 Hektar großes Gebiet im Norden der Landkreise Harburg und Lüneburg zuständig. Das Gebiet teilt sich in einen Tidebereich mit einer Fläche von 10.548 Hektar und einen Hochwasserbereich mit einer Fläche von 20.713 Hektar. Es erstreckt sich von Winsen (Luhe) im Westen bis Bleckede, Ortsteil Walmsburg, im Osten.
Das im Tidebereich der Elbe liegende geschützte Gebiet umfasst alle Grundstücke im Schutz der Hauptdeiche bis zu einer Höhe von NN +8,00 m inklusive der innerhalb dieses Gebietes liegenden höheren Bodenerhebungen. Der Tidebereich wird von einer gedachten Linie in der Verlängerung der Brücke der Bundesstraße 404 über die Staustufe Geesthacht nach Wittorf und von dort zur Bundesautobahn 39 nordwestlich von Bardowick begrenzt.
Die Deichlänge im Zuständigkeitsbereich des Artlenburger Deichverbandes beträgt 75 Kilometer. Davon entfallen 13 Kilometer auf den linken Deich im Tidebereich der Elbe unterhalb der Staustufe Geesthacht bis zum Ilmenausperrwerk, 45 Kilometer auf die Hochwasserdeiche links der Elbe zwischen der Staustufe Geesthacht und Bleckede (Walmsburg), 14 Kilometer auf den Deich am Ilmenaukanal und 3 Kilometer auf den Deich am Neetzekanal.
Das Verbandsgebiet des Artlenburger Deichverbandes grenzt im Westen an das Verbandsgebiet des Deich- und Wasserverbandes Vogtei Neuland.

## Aufgaben
Der Deichverband hat die Aufgabe, Grundstücke im Verbandsgebiet vor Sturmfluten und Hochwasser zu schützen. Dazu unterhält er die im Verbandsgebiet liegenden "gewidmeten" Deiche.
Zur Pflege der Deiche werden diese mit Schafen beweidet, und maschinell unterhalten.

## Verbandsstruktur
Der Verband wird von einem Verbandsausschuss vertreten, der von den Verbandsmitgliedern gewählt wird. Der Ausschuss wird als Deputiertenversammlung bezeichnet. Er hat 21 Mitglieder und wählt seinerseits einen Vorstand, der mit acht Mitgliedern besetzt ist. Für jedes Mitglied des Vorstandes wird auch ein persönlicher Vertreter gewählt.
Mitglieder des Verbandes sind alle Grundeigentümer und Erbbauberechtigten der im Verbandsgebiet gelegenen Grundstücke.